# Kloster St. Peter und Paul (Neisse)
Das Kloster St. Peter und Paul war eine Niederlassung der Chorherren vom Heiligen Grab in der bischöflichen  Stadt Neisse, die von 1290 bis zur Säkularisation 1810 Residenzstadt des geistlichen Fürstentums Neisse war. In Neisse wurden die Chorherren Kreuzherren genannt.

## Geschichte

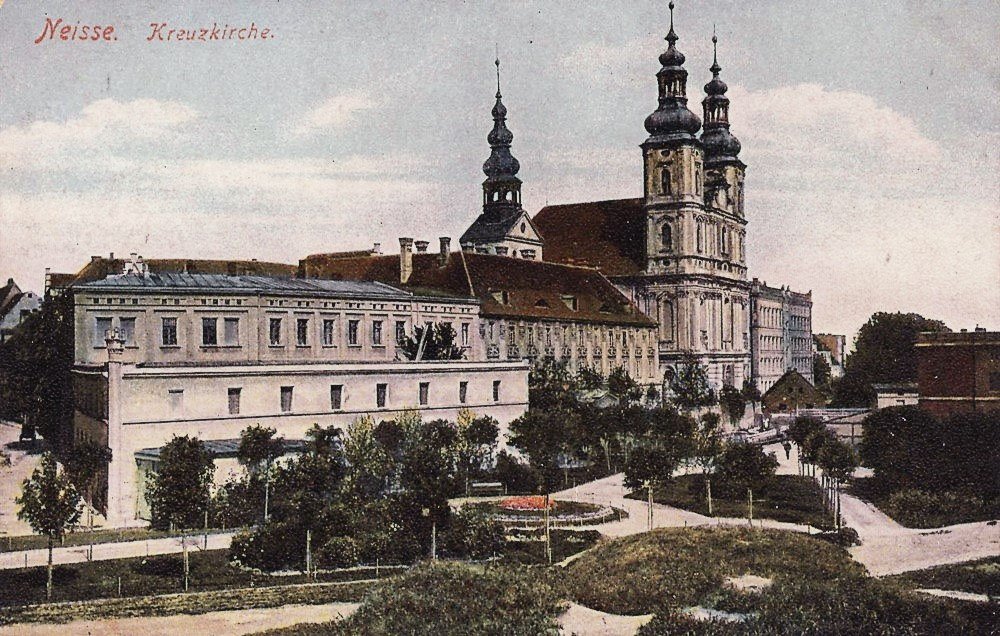
Blick auf die Kreuzkirche Neisse (1900/1910)

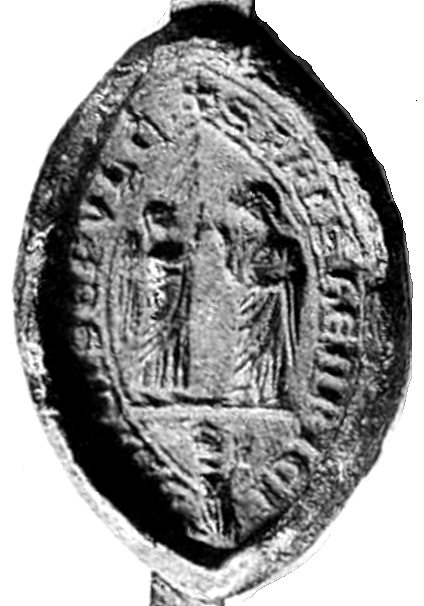
Siegel des Prokurators der Kreuzherren zu Neisse, Heinricus de Hotzenplotz, vom 30. Sept. 1282, Umschrift: S. FRIS. HENRICI. DNICI. SEPULC.

In einer der frühesten Urkunden zu den Kreuzherren, hier vom 11. Januar 1226, bestätigt der Breslauer Bischof Laurentius eine Schenkung des Walther, Vogtes zu Neisse, an die Kreuzherren zum Zweck der Errichtung eines Hospitalneubaus 1239 führte der Breslauer Bischof Thomas I. die Chorherren vom Hl. Grab in einer Berufungsurkunde mit der Gründung einer Niederlassung in seiner Residenzstadt Neisse ein. In Neisse erbauten die Chorherren, dort „Kreuzherren“ genannt, die Kirche „St. Mariae in rosis“ und das Kloster St. Peter und Paul. 1239 übernahmen sie auch das vom Breslauer Bischof Laurentius gestiftete Hospital Beatae Mariae Virginis, das 1231 der Oberaufsicht des Propstes Heinrich vom Kloster Miechów unterstellt wurde. Auf Veranlassung des Herzogs Bolko I. von Schweidnitz erhielten die Kreuzherren 1296 das Hospital in Reichenbach, das mit Zustimmung des Bischofs Heinrich von Würben der Neisser Propstei unterstellt wurde. Um 1302 wurde ein Kreuzherren-Hospitals in Ratibor gegründet. 1319 stiftete Erbvogt Ritter Johannes Secklin eine Propstei mit einem Hospital in Frankenstein, das erst während der Regierungszeit des Herzogs Nikolaus von Münsterberg bestätigt wurde. Ein weiteres Hospital bestand in Glogau.
1335 oder später unterwarf sich der Meister-Konvent von Miechów dem Prager Kloster Zderaz; ebenso die schlesischen Propsteien Frankenstein, Reichenbach, Ratibor und Glogau, deren Herzöge schon vorher ihre Herzogtümer als ein Lehen an die Krone Böhmen übergeben hatten, was 1335 mit dem Vertrag von Trentschin bestätigt wurde. Die Zugehörigkeit dieser Propsteien, die zum Bistum Breslau gehörten, wurde 1357 von Bischof Preczlaw von Pogarell bestätigt. Papst Innozenz VIII. übertrug im Jahr 1435 das Kloster Zderaz, das 1420 von den Hussiten zerstört worden war, dem Johanniter-Orden. Im Jahre 1500 wurde es dem Kreuzherren-Propst von Neisse unterstellt, der von da an ununterbrochen bis 1810 den Titel eines Ordensgenerals der regulierten Chorherren vom Hl. Grabe zu Jerusalem mit dem doppelten roten Kreuz von Schlesien, Böhmen und Mähren führte. Kirche und Kloster der Kreuzherren in Neisse waren 1428 ebenfalls von den Hussiten eingeäschert worden.
Die neue Klosteranlage in Neisse wurde 1434 innerhalb der Stadtmauern am Salzring unter ihrem Propst Johann Gruß (Greutz) neu errichtet und die Kirche wiederum St. Mariae in rosis geweiht. Große Verdienste um die Unabhängigkeit erwarb sich Propst Johannes Unglaube, Meister am Kreuzstift von 1485 bis 1500, der eine geplante Übernahme durch den Malteser-Ritterorden verhindern konnte. Die Eigenständigkeit der Kreuzherren wurde 1499 mit einer Bulle des Papstes Alexander VI. bestätigt. Die Einführung der Reformation in England und weiteren Ländern des nördlichen Europas brachte den Chorherren vom Hl. Grab große Verluste an Ordensmitgliedern und Klöstern. Der Orden bestand in Spanien, den Niederlanden, Schlesien, Böhmen und Polen fort. Die Propstei zu Neisse des schlesischen Kreuzherrenordens mit dem doppelten Roten Kreuz war seit dem 15. Jahrhundert bis zur Aufhebung im Jahre 1810 ununterbrochen Sitz des Ordensgenerales und Hauptsitz (caput ordinis) der Kreuzherren vom Orden der regulierten Chorherren und Wächter des Hl. Grabes zu Jerusalem mit dem doppelten roten Kreuz für Schlesien, Böhmen und Mähren. 1547 ernannte Papst Leo X. den Neisser Propst zum Generalvikar des Chorherrenordens vom Hl. Grab in Böhmen, Mähren und Schlesien. Dadurch unterstand auch das Kloster Zderaz wieder dem Orden vom Hl. Grab.
1720 bis 1730 wurde in Neisse die St.-Peter-und-Paul-Kirche als Stiftskirche der Kreuzherren durch den fürstbischöflichen Hofbaumeister Michael Klein begonnen und nach dessen Tod von seinem Nachfolger Felix Anton Hammerschmidt nach dem Vorbild von St. Nikolaus auf der Prager Kleinseite vollendet. Die Fresken schufen die Brüder Christoph Thomas und Felix Anton Scheffler. Nach dem Übergang Schlesiens an Preußen nach dem Ersten Schlesischen Krieg 1742 konnte der Orden zunächst seine Aufgabe fortführen. Das Kreuzherrenkloster Neisse wurde durch die Säkularisation 1810 aufgelöst. Das Stift ging mit dem gesamten Besitz in Staatsbesitz über. Nach 1810 lebten noch sieben Kreuzherren im Neisser Kloster. 1814 wurde die Stiftskirche der Stadtpfarrei St. Jakobus überlassen, 1818 wurde sie Filialkirche. Von 1876 bis 1889 diente sie den Altkatholiken als Gotteshaus.

## Siegel
Das Siegelbild stellt die Verkündigung Mariä dar, unten eine betende Figur. Die Umschrift lautet: + S. FRIS. HENRICI. DNICI. SEPULC.

## Weitere Niederlassungen im Bistum Breslau
- Frankenstein: St.-Georgs-Hospital mit einer Kapelle, errichtet 1319 als Stiftung des Erbvogts Ritter Johannes Secklin. Nach der Säkularisation wurde es Städtisches Krankenhaus.
- Glogau: 1318 ist ein Hospital mit einer Kirche im Südosten vor der Stadt belegt; 1488 brannte es nieder.
- Ratibor: Hospital gegründet um 1302
- Reichenbach: Propstei mit Hospital und der Kirche St. Barbara erbaut 1296. In den 1570er Jahren wurde der Propst evangelisch. 1660 wurde die Propstei wieder eingerichtet.

## Pröpste der Neisser Niederlassung
- 1251–1280 Hugo
- 1281–1289 Henricus de Hotzenplotz
- 1289–1296 Hugo
- 1296–1306 Theodiricus
- 1306–1310 Lambertus
- 1307–1332 Jacobus
- 1333–1337 Bernhardus
- 1337–1351 Thylo de Lubsschütz
- 1351–1357 Aegidius
- 1357–1382 Joannes de Reichenbach
- 1382–1397 Petrus Glaszendorf
- 1397–1400 Johannes Swob
- 1400–1413 Joannes Guttmann
- 1413–1418 Mathias Willsch
- 1418–1433 Johannes Grweck
- 1433–1436 Joannes Greutz
- 1436–1450 Joannes Zierler
- 1450–1453 Joannes Grund
- 1453–1472 Marcus Krauszpehor
- 1472–1485 Antonius Schwammelwitz
- 1485–1500 Johannes Unglaube
- 1501–1505 Stanislaus
- 1505–1522 Andreas Thile
- 1522–1542 Andreas Neyman
- 1542–1551 Petrus Birner
- 1551–1562 Gregorius Fruhman
- 1562–1573 Laurentius Grim
- 1591–1615 Matthaeus Lagus
- 1615–1622 David Jüngling
- 1622 Daniel Michael
- 1622–1633 Joannes Reiman
- 1633–1638 Paulus Hantke
- 1638–1642 Mathias Stephanus Posonay de Leimpatsch
- 1642–1655 Franciscus Farusius de Massa Libia
- 1655–1667 Franciscus Carolus Nentwigius
- 1667–1680 Georgius Franciscus Richter
- 1680–1690 Joannes Georgius Alexius Conradt
- 1690–1699 Johannes Ferdinandus Pistorius
- 1699–1720 Urbanus Caspar Stenzel
- 1720–1726 Michael Josephus Karger
- 1726–1728 Godefridus Bernardus Langer
- 1729–1741 Elias Klose
- 1741–1742 Valentinus Dismas Jacobides
- 1743–1778 Ottonius Octavianus comes de Neuhauss
- 1778–1808 Joannis Nepomucenus Czucher
- 1808–1810 Jacobus Franciscus Martini